# Amee-Leigh Murphy Crowe
Pour les articles homonymes, voir Murphy et Crowe.
 (octobre 2024).
Pas d'image ? Cliquez ici

a Compétitions nationales et continentales officielles uniquement.

b Matchs officiels uniquement.
Dernière mise à jour le 14 octobre 2024.
Amee-Leigh Murphy Crowe (Amee-Leigh Costigan depuis son mariage) née le 26 avril 1995 à Tipperary (Irlande), est une joueuse internationale irlandaise de rugby à XV et internationale de rugby à sept évoluant aux postes d'ailier à XV et de demi d'ouverture à sept.

## Biographie
Amee-Leigh Murphy Crowe naît le 26 avril 1995 à Tipperary en Irlande. Elle joue en 2024 au club du Railway Union RFC et pour la province du Munster.
Durant l'été 2024, elle participe au tournoi de rugby à sept des Jeux olympiques de Paris avec l'équipe d'Irlande.
Elle cumule, à la fin de l'été 2024, neuf sélections en équipe d'Irlande de rugby à XV quand elle est retenue pour le WXV 1 au Canada.
Elle épouse Neil Costigan en novembre 2024. 